# Dans la tête du tueur (émission de télévision)
Pour les articles homonymes, voir Dans la tête du tueur.
Dans la tête du tueur est un programme télévisé français, diffusé de 2013 à 2014, rassemblant de nombreux docu-fictions diffusés selon leur thématique.

## Le programme
Les épisodes sont issus de docu-fictions inédites basés sur des histoires réelles et diffusés par thématiques. Ils ont pour point commun de se placer dans « l’esprit criminel ». La plupart des programmes ont comme fil conducteur l’étude du mental, ainsi que la démarche poussant un homme, une femme ou des enfants à tuer.
L'émission est présentée par Clara Morgane et le rappeur MC Jean Gab'1 et est diffusée en prime-time sur Discovery Channel.
Deux spots publicitaires ont été diffusés sur le net pour l'occasion.
- Le premier décrit la journée quotidienne de Monsieur et Madame comme tout le monde jusqu'au moment où le quotidien bascule en folie[5].
- Le second met en scène MC Jean Gab'1 qui s’apprête à regarder l'émission quand tout un coup, le courant se coupe et Clara Morgane, qui s'est introduite furtivement dans la maison, saisit un énorme couteau[6]...

## Les épisodes
| Numéro | Thématique                     | Épisodes | Dates de diffusion |
| ------ | ------------------------------ | --- | ------------------ |
| 1      | Le crime était presque parfait | Redrum : Un plan presque parfait Redrum : Le triangle de la terreur Péchés Mortels : Le play-boy et la séductrice                  | 20 octobre 2013    |
| 2      | Meurtre sur palier             | Mon voisin le tueur : Le chemin du non-retour Redrum : Fenêtre sur cour Dans la tête du tueur : Rôdeur nocturne                    | 27 octobre 2013    |
| 3      | Triangle amoureux              | Péchés Mortels : Ménages à trois Péchés Mortels : Vices et préjudices                                                              | 3 novembre 2013    |
| 4      | Fausse Identité                | Redrum : Le dernier morceau Dans la tête du tueur : Maman chérie Redrum : Le fils prodigue Dans la tête du tueur : L'arnaqueur     | 10 novembre 2013   |
| 5      | Pour quelques dollars de plus  | Mauvaises rencontres : Le saigneur des anneaux Mon voisin le tueur : Le meurtre est dans le pré                                    | 17 novembre 2013   |
| 6      | Crimes en famille              | Péchés mortels : Home Sweet Home Petits meurtres en famille : Toucher le fond                                                      | 24 novembre 2013   |
| 7      | Attrapes-moi si tu peux !      | Mauvaises rencontres : Route vers l'enfer Dans la tête du tueur : L'ange de la mort Dans la tête du tueur : Le rêve américain      | 1er décembre 2013  |
| 8      | Agenda meurtrier               | Mauvaises rencontres : Sans foi ni loi Mon voisin le tueur : La roue de l'infortune                                                | 8 décembre 2013    |
| 9      | Crimes passionnels             | Redrum : Le triangle de la mort Redrum : L'amour à tout prix Mauvaises rencontres : Jalousie mortelle                              | 15 décembre 2013   |
| 10     | Les bons samaritains           | Mauvaises rencontres : Le gîte et le couvert Mon voisin le tueur : Le locataire                                                    | 22 décembre 2013   |
| 11     | TAKEN                          | Petits meurtres en famille : Toucher le fond Dans la tête du tueur : Rôdeur nocturne Mon voisin le tueur : Le chemin du non-retour | 29 décembre 2013   |
| 12     | Bonnie & Clyde                 | Homicides : Bonjour, ma cousine… Mauvaises rencontres : Flic ou voyou                                                              | 5 janvier 2014     |
| 13     | En eaux troubles               | Eaux troubles : Réactions en chaîne Eaux troubles : Code d'honneur                                                                 | 12 janvier 2014    |
| 14     | Complot en famille             | Petits meurtres en famille : L'argent n'a pas d'odeur Eaux troubles : Au nom du père                                               | 19 janvier 2014    |
| 15     | Les maîtres de la manipulation | Homicides : Autant en emporte le sang A double tranchant : Liquidation totale                                                      | 26 janvier 2014    |
| 16     | La mauvaise éducation          | Redrum : Scout toujours Dans la tête du tueur : Cherchez la femme Entourage : Les liaisons dangereuses                             | 2 février 2014     |
| 17     | Femme fatale                   | À double tranchant : Veuve noire Pièces rapportées : Belles-mamans                                                                 | 9 février 2014     |
| 18     | Mensonges et Trahisons         | A double tranchant : Un air de famille Petits meurtres en famille : Ça sent le fumier                                              | 16 février 2014    |
| 19     | .Le diable au corps            | Homicides : La faucheuse de Bâton-Rouge Dans la tête du tueur : Le congélateur Dans la tête du tueur : Le diable au corps          | 23 février 2014    |
| 20     | Hard Candy                     | Homicides : Le voyeur Dans la tête du tueur : Jeunes et jolies Dans la tête du tueur : Le trottoir de la mort                      | 2 mars 2014        |